# Gasparo Visconti
Gasparo Visconti   (Cremona, 10 de gener de 1683 - Cremona, 7 de desembre de 1731) fou un violinista i compositor italià.
Gasparo Visconti provenia d'una família noble i, des del 1697 fins al 1702, fou un alumne d'Arcangelo Corelli. Des de 1702 va romandre molt temps a Londres, on va aparèixer sovint com a solista a teatres i sales de concerts. Li agradava actuar amb el seu amic, el flautista francès Jacques Paisible (vers el 1656-1721). Les seves sonates per a violí i flauta foren molt populars a Anglaterra. Visconti es va casar amb Cristina Steffkin a Londres el 1704, i una filla va néixer a Cremona el 1713. Des del 1710 fins al 1723 almenys, va treballar a la seva ciutat natal, on Carlo Zuccari (1704-1793) va ser el seu alumne. Giuseppe Tartini va viatjar expressament a Cremona per escoltar el violí de Visconti tocant. No s'han aclarit els motius pels quals Tartini va publicar els concerts de violí de Visconti el 1730 juntament amb els seus, per la qual cosa és raonable suposar que Visconti havia mort abans. La confusió va sorgir pel fet que sovint va ser esmentat com a Gasparino, que sovint va provocar confusions amb el violinista romà Francesco Gasparini.

## Obres (selecció)
- 6 sonates per a violí i B. c. i un Trio Sonata op.1 (Amsterdam, 1703), ampliat cap al 1710, conegut com a "Gasperinis Solos".
- Una col·lecció "Airs pour la flûte" de 2 flautes, op. 2 (Londres, 1703)
- "El tercer llibre per al violí", amb una introducció per a joves jugadors (Londres, 1704)
- 3 concerts per a violí i corda
- 5 sonates per a violí i B. c.
- 6 concerts i 5 delli sigr. Giuseppe Tartini i Gasparo Visconti, op. 1 (Amsterdam, cap al 1730)